# Donal Gibson
Donal Regis Gerard Gibson, född 13 februari 1958 i Peekskill, New York, är en amerikansk skådespelare. Han är son till Hutton Gibson och yngre bror till Mel Gibson. Han lånade bland annat ut sin röst till John Smith i uppföljaren till Disney-klassikern Pocahontas.